# テントウムシ
テントウムシ（天道虫・紅娘・瓢虫）は、コウチュウ目テントウムシ科（テントウムシか、学名: Coccinellidae）に分類される昆虫の総称。鮮やかな体色の小型の甲虫である。
和名の由来は枝などの先端に立って行き場がなくなると上に飛び立つ習性なため、それを「お天道様に飛んで行った」と解釈し、太陽神の天道からとられ天道虫と呼ばれるようになったとされる。和名ではナミテントウ一種を指して単にテントウムシと呼ぶ場合もある。

## 概要
成虫の体長は数mm - 1cm程度の小型の昆虫である。成虫は半球形の体型で、脚や触角は短い。体は黒・赤・橙・黄・褐色など鮮やかな色で彩られ、体の模様も種類間で変異に富んでいる。日本では赤や黄の地色に黒い水玉模様、あるいは黄に白の水玉模様のものが多く、その多くはそれらの斑点の数で命名されている。
幼虫・成虫とも強い物理刺激を受けると偽死（死んだふり）をし、さらに関節部から体液（黄色の液体）を分泌する。この液体には強い異臭と苦味があり、外敵を撃退する。体色の鮮やかさは異臭とまずさを警告する警戒色といえる。このため鳥などはテントウムシをあまり捕食しないが、それでもクモやカマキリ、菌類などの天敵が存在する。
食性は種類によって大きく異なり、アブラムシやカイガラムシなどを食べる肉食性の種類、うどんこ病菌などを食べる菌食性の種類、ナス科植物などを食べる草食性の種類の3つに分けることができる。このため農作物にとっては益虫と害虫に大きく分かれることとなる。肉食性の種は近年では農作物の無農薬化を行う際、農薬代わりに使用される生物農薬の一つとして活用されている。
俗信においては、しばしば幸福や恋愛に関連した縁起の良い虫であるとされる。

## 生活環
甲虫の仲間なので、卵-幼虫-蛹-成虫という完全変態を行う。
成虫は交尾の後に、食物の近くに数十個ほど固めて産卵を行う。孵化した幼虫は翅が無く、腹部が後方へ伸びる。さらに体には突起や棘を持ち、成虫とは似つかない体型をしている。
甲虫類の中には幼虫と成虫で食性が違うものもいるが、テントウムシ類は幼虫も成虫も同じ食物を摂ることが多い。また卵や幼虫を対象とした共食いをし、草食種もこの性質を残す。
充分に成長した終齢幼虫は植物の葉の裏などで蛹になる。蛹は楕円形で、翅こそ短いものの成虫の形に近い。腹部の先で壁面にくっつき、落下しないようになっている。蛹から羽化したばかりの成虫の翅は黄色だが、翅が固まるにつれ、特徴的な模様が現れる。
成虫は春から秋までよく見られる。トホシテントウなどは幼虫で越冬するが、多くのテントウムシは成虫で越冬する。越冬の際は石や倒木などの物陰で、数匹～数十匹の集団を作る。

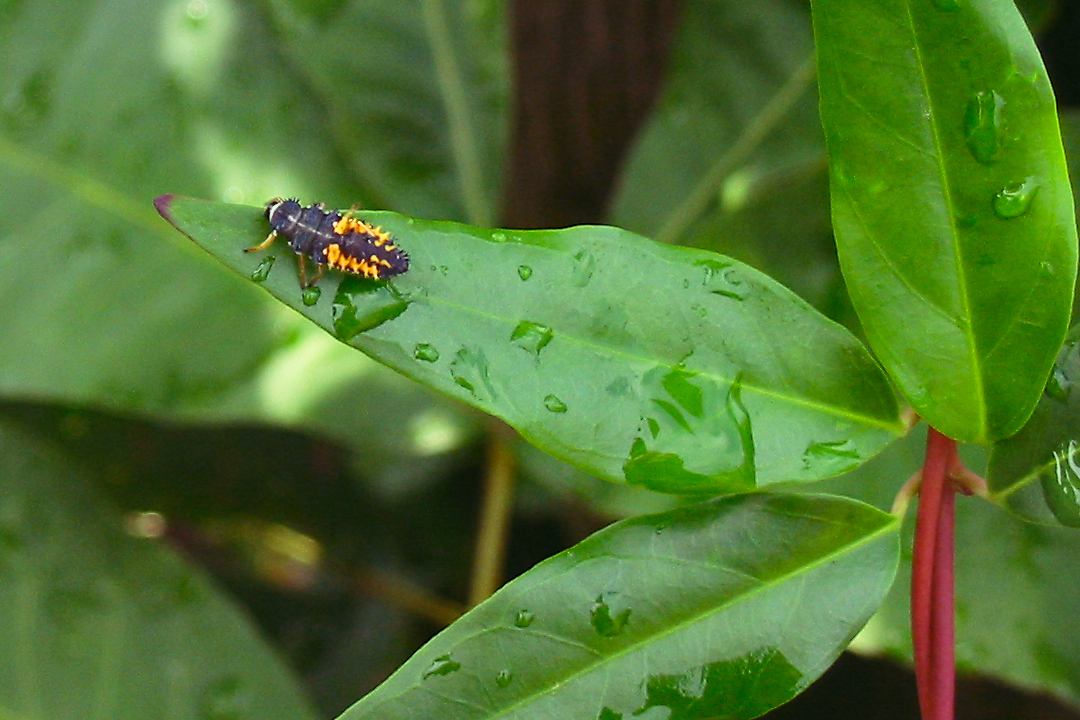
テントウムシの幼虫（写真中央 葉の先端付近）
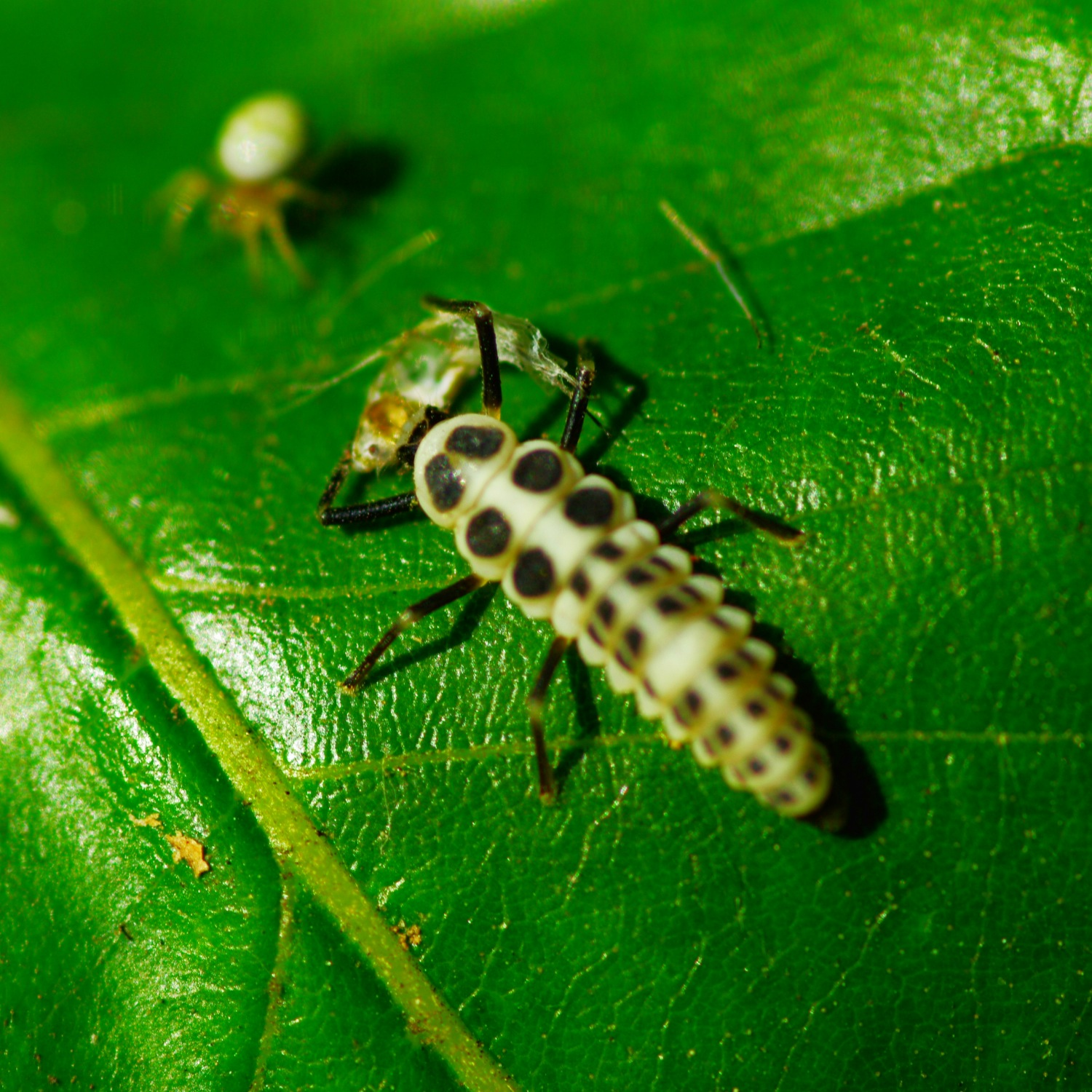
カメノコテントウの仲間の幼虫

## 人間との関わり
柑橘類の害虫イセリアカイガラムシ（Icerya purchasi）を捕食するベダリアテントウは、生物農薬、益虫としてテントウムシが利用される場合の代表例として、図鑑等でも紹介される。
ベダリアテントウによる防除が成功して以降、他のテントウムシも生物農薬として利用する試みが行われるようになったが、成虫はすぐに飛翔して分散してしまうため、防除効果が得られるのは幼虫の期間に限定されていた。そこで物理的・遺伝的それぞれの方法で飛ばなくしたテントウムシの研究が行われており、日本でも農研機構で、野生由来の飛翔能力の低い系統を何世代もかけて選抜する品種改良でこれを開発した（選抜を停止すると数世代後には飛翔能力を取り戻す）。これは2014年に商品化している。もともと野生個体の遺伝子だけであること、飛翔能力の低さによる繁殖力・生存力の低さから、（ナミテントウが元から分布する地域であるという前提なら）生態系に及ぼす影響も少ないと考えられる。
名古屋大学でも飛ばないテントウムシの開発例があり、幼虫時点でRNA干渉という手法を用いることで成虫の翅が小さくなる。この場合は遺伝子は操作されていないため次の世代には影響を及ぼさない。
成田市の千葉県立成田西陵高等学校では、掃除機を使ってテントウムシの動きを止め、接着剤で背中の羽を接着して飛べなくする方法で生物農薬に使う研究がされ、2013年11月の全国農業協同組合中央会主催の「全国高校生みんなDE笑顔プロジェクト」で優勝を成し遂げた。近在に生息するナナホシテントウ・ナミテントウを使うことから生態への影響が少ないという利点がある。タヒチ政府からの引き合いもあったという。これは2017年には特許が取られ、2018年から限定的に販売開始されている。
ヨーロッパにおいても飛ばないナミテントウが研究され実用化されたが、ヨーロッパにもともと分布しなかったナミテントウは在来種のテントウムシに影響を及ぼしたことから販売は中止され、のちに在来のフタモンテントウで同様の研究が行われている。天敵として移入されたナミテントウは他種を脅かす存在として世界的に拡大定着している。
テントウムシやその体液が大量付着したブドウで作り出したワインは味が変わるので（「テントウムシ汚染」と呼ばれる）、テントウムシの大発生はワインの商品価値に悪影響を及ぼしている。

## 分類
以前はヒラタムシ上科Cucujoideaに分類されていたが、2015年に発表された分類体系では分子系統解析の結果に基づきヒラタムシ上科が解体され、本科は新たにテントウムシ上科Coccinelloideaに位置付けられている。
下位分類として、従来は以下の亜科が認められていた。
- クチビルテントウ亜科 Chilocorinae
- ヒラタテントウ亜科 Coccidulinae
- テントウムシ亜科 Coccinellinae
- マダラテントウ亜科 Epilachninae
- Ortaliinae
- ヒメテントウ亜科 Scymninae
- メツブテントウ亜科 Sticholotidinae

以上の亜科分類は多系統群とされ、2011年に提唱された分類体系では以下の2亜科に再編された。
- ツヤテントウムシ亜科 Microweiseinae
  - Microweiseini
  - ツヤテントウ族 Serangiini
  - チビテントウ族 Sukunahikonini（Microweiseini族に含める説もある[20]）
  - Carinodulini
- テントウムシ亜科 Coccinellinae
  - Argentipilosini
  - マルヒメテントウ族 Aspidimerini
  - Cephaloscymnini
  - クチビルテントウ族 Chilocorini
  - アラメテントウ族 Coccidulini
  - テントウムシ族 Coccinellini
  - Cryptognathini
  - Diomini
  - マダラテントウ族 Epilachnini
  - ツヤヒメテントウ族 Hyperaspini
  - Limnichopharini
  - Monocorynini
  - ベダリアテントウ族 Noviini
  - アミダテントウ族 Ortaliini
  - ヨツボシテントウ族 Platynaspini
  - ダエンメツブテントウ族 Plotinini
  - メダマテントウ族 Shirozuellini
  - メツブテントウ族 Sticholotidini
  - チビクチビルテントウ族 Telsimiini
  - Selvadiini

## おもな種
国内では約180種が知られる。ただし半数以上は5mmに満たない小さい種である。
マダラテントウ亜科だけが草食で、他の5亜科が肉食性だが、テントウムシ亜科のカビクイテントウ族(Halyziini)には菌食性のものがいる。

### 肉食

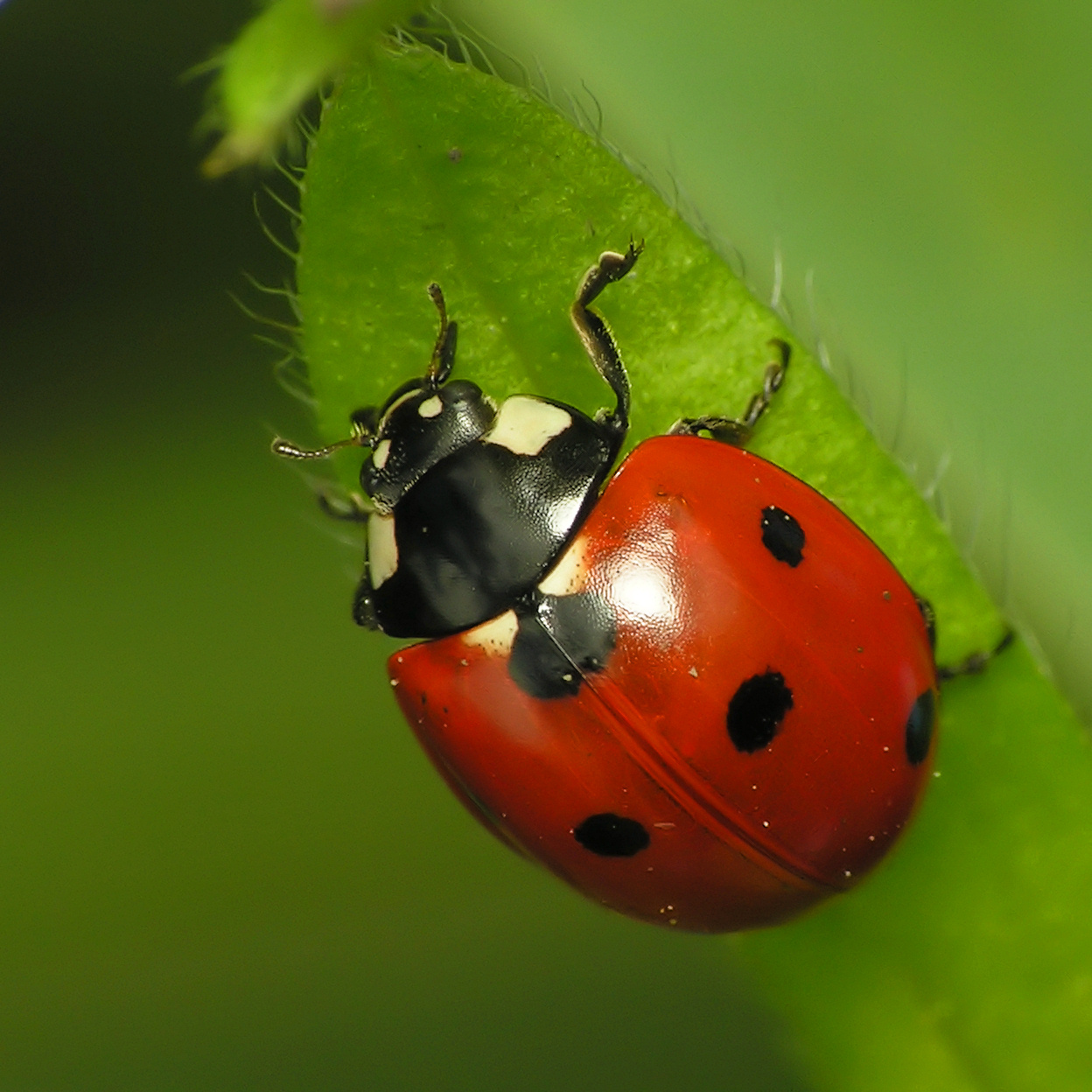
ナナホシテントウ
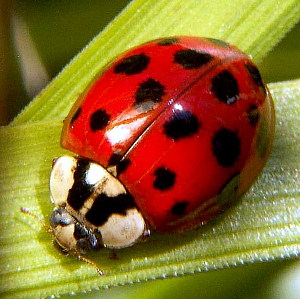
ナミテントウ
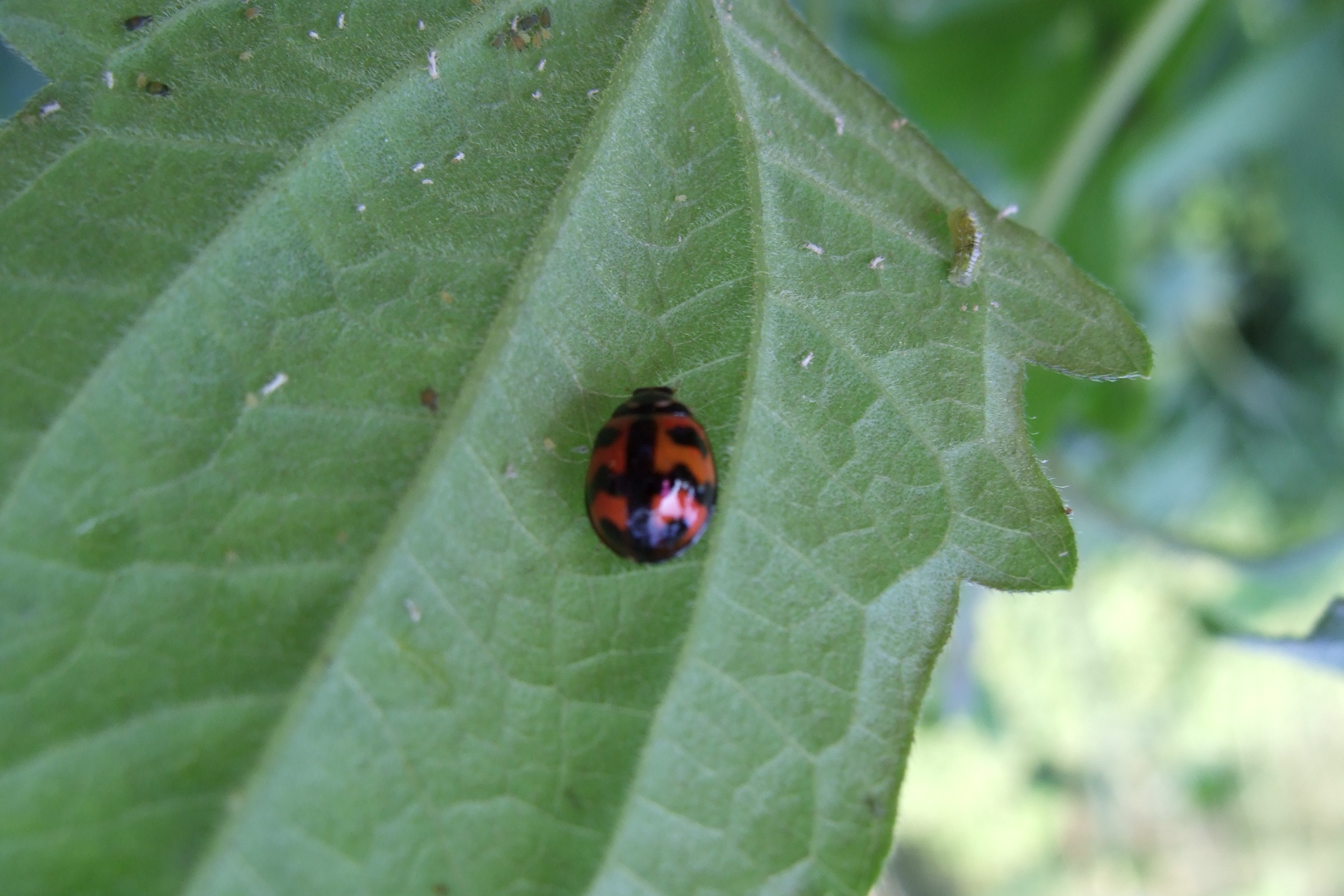
ダンダラテントウ
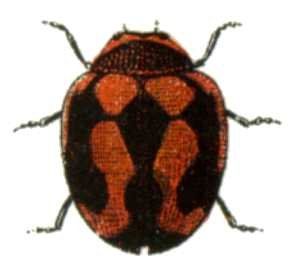
ベダリアテントウ
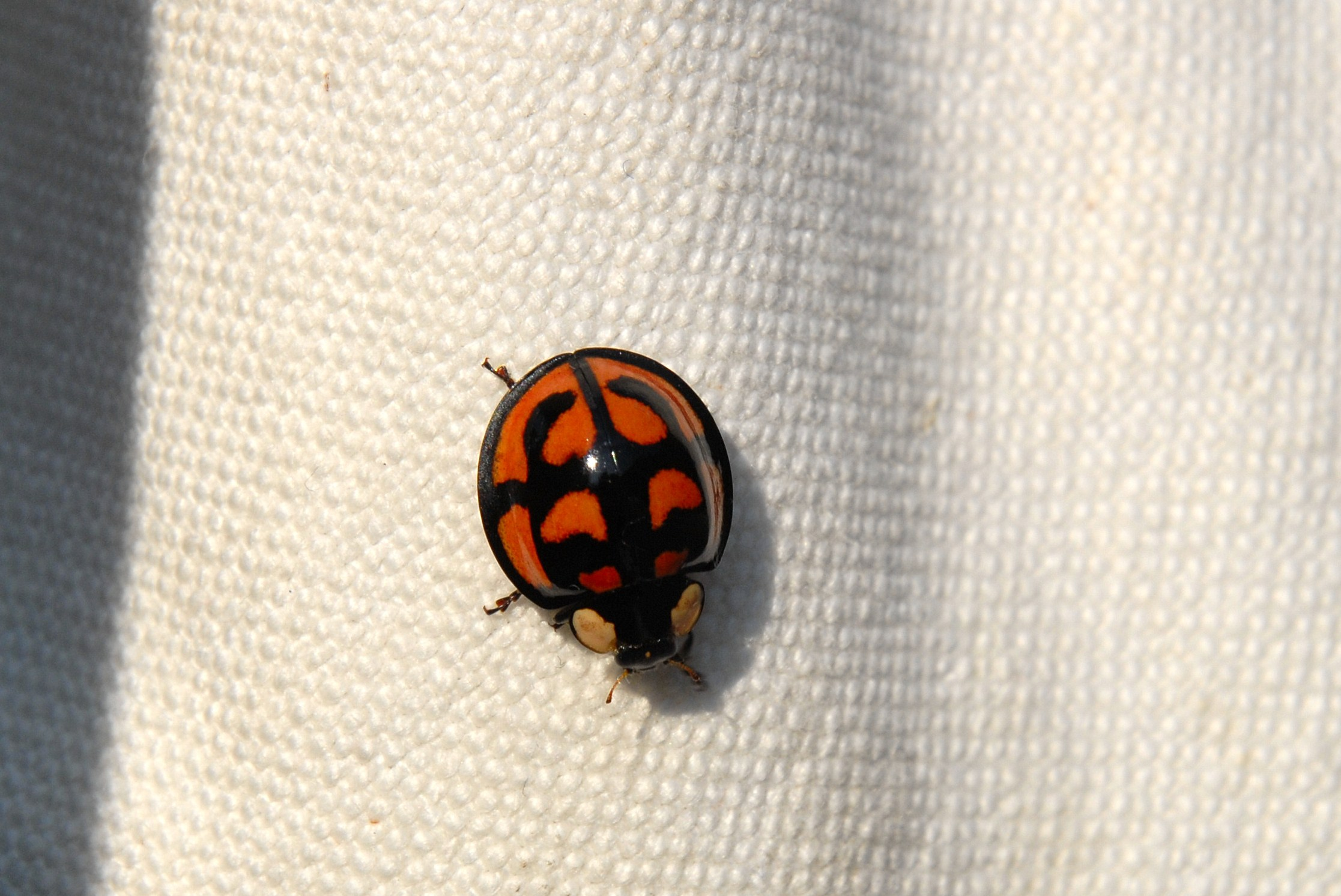
カメノコテントウ

ナナホシテントウ Coccinella septempunctata
アフリカ、ヨーロッパ、アジアまで広く分布する代表的なテントウムシ。体長8mmほどで、翅は赤く、和名のとおり7つの黒い紋がある。個体間で模様の変異はない。アブラムシやハダニを食べるが、餌不足に陥った幼虫は共食いをすることもある。
ナミテントウ Harmonia axyridis
アジアに広く分布し、ナナホシテントウと並ぶ代表的な種類。体長7mmほど。ナナホシテントウとはちがい、黒地に2つの赤い紋、黒地に4つの赤い紋、赤や黄色に多くの紋、赤や黄色の無地など体色に多くの変異がある。アブラムシを捕食する。
ダンダラテントウ Cheilomenes sexmaculata （syn. Menochilus sexmaculatus）
体長5mmほどで、ナミテントウよりやや小型。翅は黒地に赤い紋が4つあるが、ナミテントウにも似た模様のタイプがいるので区別がつけにくい。アブラムシを捕食する。
カメノコテントウ Aiolocaria hexaspilota
体長12mmほどの大型のテントウムシ。翅は黒地に橙色の模様があるが、これがカメの甲羅の模様にも似ていることからこの和名がある。クルミハムシの幼虫を捕食する。
ヒメカメノコテントウ Propylaea japonica
和名のとおり、カメノコテントウに似た模様があるが、体長は4mmほどしかない小型の種類。翅の模様にはいくつかの変異がある。アブラムシを捕食する。
ジュウサンホシテントウ Hippodamia tredecimpunctata timberlakei
オレンジ色の翅に和名の通りの13個の黒い紋がある。また一般的なテントウムシと異なりハムシのような縦に長い体を持つ。アブラムシを捕食する。
ウンモンテントウ Anatis halonis
体長10mmほどの大型のテントウムシで、オレンジ色の翅に周囲が白い黒の紋を持つ。アブラムシを捕食する。
オオテントウ Synonycha grandis
体長12mmほどの大型のテントウムシだが、生息数は少ない。アブラムシを捕食する。
ベダリアテントウ Rodolia cardinalis
体長4mmほどの小型のテントウムシ。翅は赤く、黒い模様がある。ワタフキカイガラムシ（イセリアカイガラムシ）を捕食する。オーストラリアに分布するが、ワタフキカイガラムシ駆除のために日本に持ちこまれ、そのまますみついた外来種である。
アカホシテントウ Chilocorus rubidus
カイガラムシを捕食する。 ウメの木に良く付いている。学名の rubidus はラテン語で暗赤色の意。
ベニヘリテントウ Rodolia limbata
カイガラムシを捕食する。和名の通り黒の翅に縁が紅色の模様を持つ。
アミダテントウ Amida tricolor
学名の tricolor （三色）の名の通り、茶色・黄色・黒の3色による特徴的な翅の模様を持つ。アオバハゴロモを捕食する。
ムツボシテントウ Sticholotis punctata
体長2mmほどの小型のテントウムシ。赤地に6つの黒い紋がある。ほとんどメスしか採集されず、単為生殖をしていると考えられる。カイガラムシを捕食する。
- ナナホシテントウ
- ナミテントウ
- ダンダラテントウ
- ベダリアテントウ
- カメノコテントウ

### 菌類食

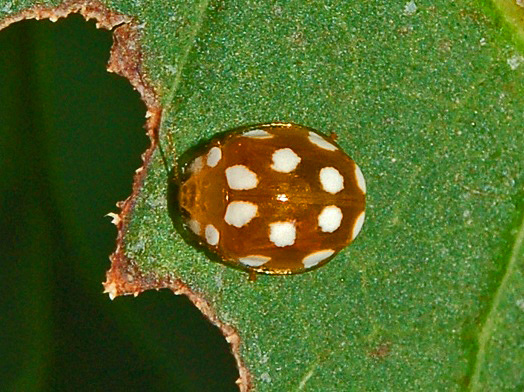
シロホシテントウ

キイロテントウ Illeis koebelei
体長5mmほど。胸部は白地に2つの黒い斑点があるが、翅は和名どおり黄色一色である。うどんこ病菌などを食べる。
シロホシテントウ Vibidia duodecimguttata
体長4mmほど。和名どおり黄褐色の地に白っぽい斑点がある。うどんこ病菌などを食べる。
クモガタテントウ Psyllobora vigintimaculata
体長2.5mmほど。黒・茶・白の斑模様。うどんこ病菌などを食べる。アメリカなどからの帰化種とされる。
- シロホシテントウ

### 草食
テントウムシ科のうちマダラテントウ亜科のみが草食である。草食のテントウムシは肉食の種類に比べて鞘翅に毛が多いため、つやがないのが特徴である。
ニジュウヤホシテントウ Henosepilachna vigintioctopunctata
オオニジュウヤホシテントウ Henosepilachna vigintioctomaculata
この2種は体長7mmほどで、淡い褐色の地に名のとおり28個の黒い点がある。和名のとおりオオニジュウヤホシテントウのほうが少し体が大きく、黒点も大きい。集団でナスやジャガイモの葉を食べるため、害虫として扱われる。オオニジュウヤホシテントウはマダラテントウの中でもっとも寒冷地に進出しており、沿海州周辺まで分布している。一方、ニジュウヤホシテントウは北海道以南から東南アジアまで分布している。この2種は益虫である肉食性のテントウムシと違って、ナスやジャガイモなどの葉を食害するため、別名「テントウムシダマシ」ともいわれる。しかし、テントウムシダマシ科というテントウムシ科とは別の分類群が存在するので注意が必要である。
ヤマトアザミテントウ Henosepilachna niponica
エゾアザミテントウ Henosepilachna pustulosa
ルイヨウマダラテントウ Henosepilachna yasutomii
オオニジュウヤホシテントウに近縁な日本固有種で、それぞれアザミなどのキク科、ルイヨウボタンなどのメギ科植物の葉を食べる。関東地方などでは害虫化している例もある。本州と北海道の大部分にはいずれかが生息しているが、九州と四国からはこれまで見つかっていない。
ジュウニマダラテントウ Henosepilachna boisduvali
沖縄諸島に見られ、ウリ科植物の葉を食べる。
ミナミマダラテントウ Henosepilachna pusillanima
与那国島などの八重山諸島に見られる。最近南方から侵入・定着したと考えられる。
トホシテントウ Epilachma admirabilis
体長8mmほどで、北海道南部以南の日本全国と中国に分布する。カラスウリなどのウリ科植物の葉を食べる。巻き蔓の間に産卵する。
ツシママダラテントウ Epilachna chinensis tsushimana
シナマダラテントウの亜種とされ、日本では対馬でのみ見られる。アカネ科植物の葉を食べる。

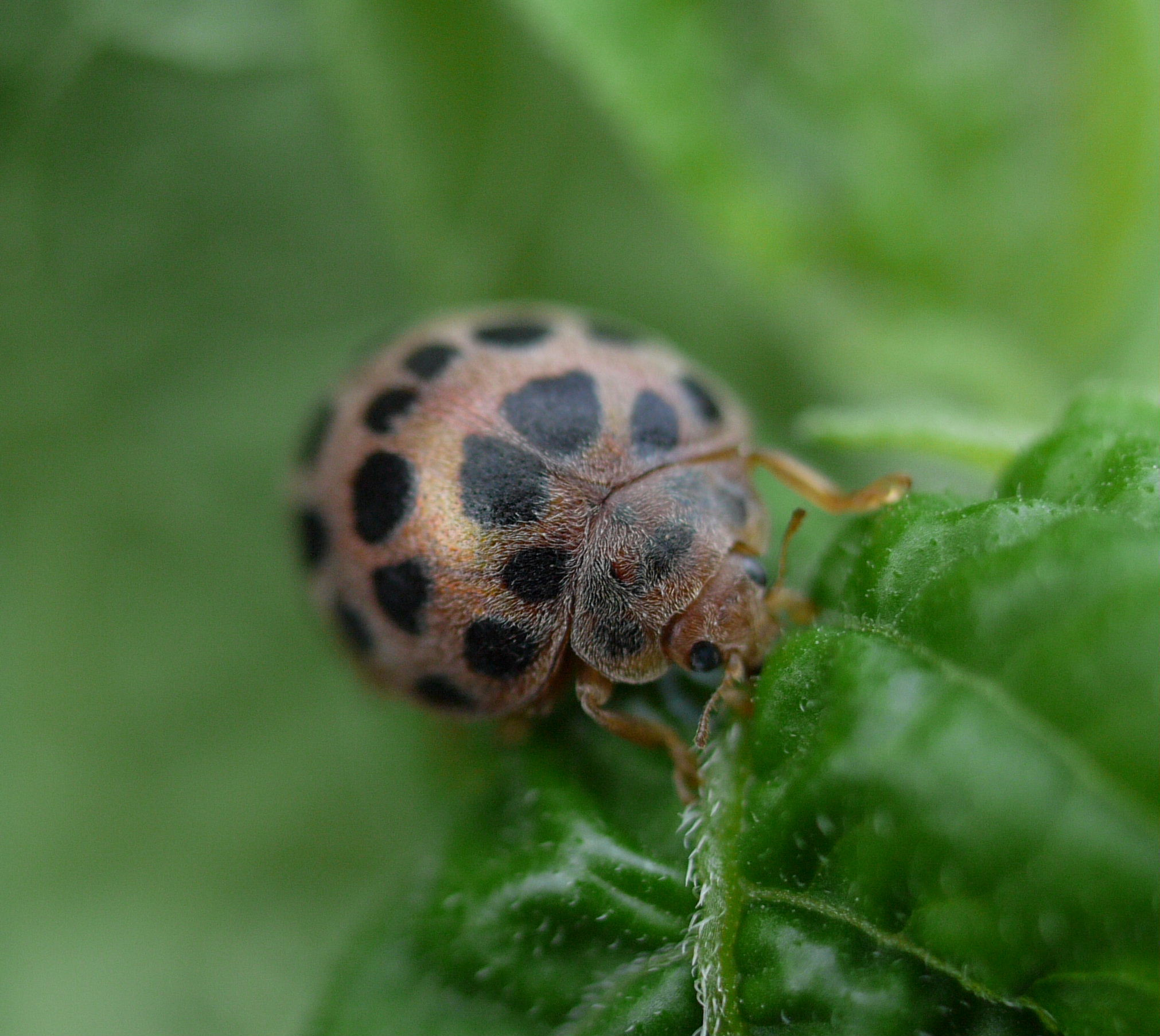
ニジュウヤホシテントウ
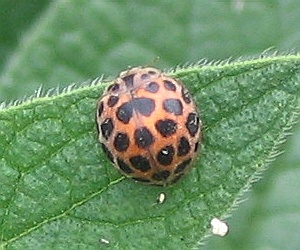
ルイヨウマダラテントウ（東京西郊型エピラクナ）